# Schloss Malling

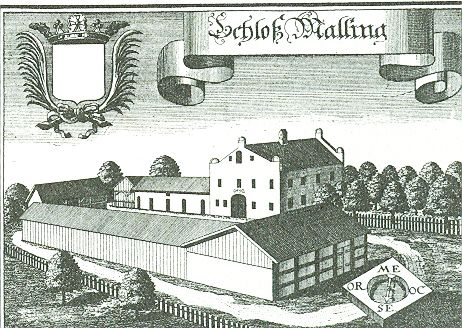
Schloss Malling nach einem Stich von Michael Wening von 1721

Das abgegangene Schloss Malling (früher auch als Meylling bezeichnet) lag im gleichnamigen Ortsteil der niederbayerischen Gemeinde Gangkofen im Landkreis Rottal-Inn von Bayern.

## Geschichte
Am 26. Mai 1316 werden Conrad Trennbeck von Meylingen und sein Sohn Heinrich genannt. Am 3. März 1323 siegelte ein Chunrat der Drenbech von Meiling. Auf dem Erbweg kam Malling (ebenso wie Schernegg) 1416 an Eberwein Atzinger. Eine Belehnung durch den bayerischen Herzog an die Atzinger erfolgte 1493. Die Atzinger blieben bis 1602 Herren auf Malling. Die Besitzverhältnisse folgen dann denen der Hofmark Atzing.
1602 erhält Hedwig Hannin, die Witwe des Wilhelm Atzinger und in zweiter Ehe verheiratet mit Christoph Pelkofer, und deren Kinder aus erster Ehe Malling und Atzing. Nach dem Tod der Hedwig kommen beide Lehen 1621 an Rudolf und Christoph Atzinger. Vom 7. Mai 1729 stammt ein Lehensrevers, nach dem Maria Ephrosina, Tochter des Martin Isaac Atzinger und verwitwete Schneggin die beiden Lehen erhält. Nach dem Tod des unverheiratet gebliebenen Anton Joseph Schnegg fallen die beiden Ritterlehen dem Kurfürstentum Bayern heim.
Josef Ignaz von Erdt wird in der Folge für seine Verdienste als Verwalter der Reichsherrschaften Haag und Illertissen 1763 mit beiden Sitzen belehnt. Allerdings wurde dabei übersehen, dass von einer Seitenlinie der Atzinger noch Erbansprüche bestanden. Die Kinder der Maria Charlotte Daddaz de Corsigne, Tochter des Franz Karl Nikolaus Freiherr von Atzing, waren nicht berücksichtigt worden. Deshalb werden der Heimfall von Atzing und Malling und die Investitur der Familie Erdt rückgängig gemacht und die Atzinger Enkel Josef, Cajetan und Antonia Daddaz de Corsigne in Atzing und Malling eingesetzt.
Weitere Besitzer sind ab 1789 der Freiherr Johann Gabriel von Buchstetten und ab 1796 Josef Maria Reichsfreiherr von Weichs. 1814 wurden diese Güter dann an den Grafen Portia veräußert. Das Portianische Patrimonialgericht zu Malling enthielt die Hofmarken Atzing, Malling und Schernegg. Das Patrimonialgericht wurde am 9. Januar 1844 aufgelöst.
Der Sitz Malling gehört 1803 zum Gericht Eggenfelden, der zugehörige Steuerdistrikt war ab 1808/1810 Malling. Bis 1964 war Malling eine eigenständige Gemeinde. Am 1. Januar 1972 wurde auch die bis dahin selbständige Gemeinde Malling nach Gangkofen eingegliedert.

## Schloss Malling einst und jetzt
Nach dem Stich von Michael Wening von 1721 umfasst das Schloss Malling ein zweigeschossiges Herrenhaus mit einer vorgesetzten und mit kleinen Türmchen versehenen Vor- und Rückfassade und mehrere im Rechteck gebaute Wirtschaftsgebäude – der frühere Sedel. Dieser ist ein Fachwerkbau aus Lehm und Holz und kein Steinbau. Die ganze Anlage wird von einem Wassergraben umschlossen.
Schloss Malling wurde erstmals vor 1697 durch einen Brand vernichtet, dann aber wieder aufgebaut worden. Heute jedoch ist das Schloss nicht mehr existent.